# 311년

## 연호
- 서진(西晉) 영가(永嘉) 5년
- 성한(成漢) 옥형(玉衡) 원년
- 전조(前趙) 광흥(光興) 2년 / 가평(嘉平) 원년

## 기년
- 서진(西晉) 회제(懷帝) 5년
- 신라(新羅) 흘해 이사금(訖解泥師今) 2년
- 고구려(高句麗) 미천왕(美川王) 12년
- 백제(百濟) 비류왕(比流王) 8년

## 사건
- 고구려가 요동 서안평을 점령함.